# Epifani de Petra
Epifani de Petra (Epiphanius, Ἐπιφάνιος) fill d'Ulpià, va ser un sofista i retòric molt reputat del segle iv, que va ensenyar retòrica a Petra i després a Atenes.
També va viure a Laodicea de Síria on es va relacionar amb Apol·linar (pare) i Apol·linar (fill). El fill va fundar després la secta dels apol·linaris o apol·linaristes excomunicats pel bisbe de Laodicea, que temia que Epifani els convertís a la religió pagana. Sembla que Epifani havia estat pagès. Libani, que per aquells temps era a Laodicea, no va demanar ser alumne d'Epifani, tot i que els dos eren d'Antioquia d'Orontes. Epifani no va arribar a ser gaire vell, i ell i la seva dona, destacada per la seva bellesa, van morir d'una malaltia de la sang.
Al Suides s'enumeren les seves obres:
- Περὶ κοινωνίας καὶ διαφορᾶς τῶν στάσεων.
- Προγυμνάσματα.
- Μελέται.
- Δήμαρχοι.
- Πολεμαρχικός.
- Λόγοι Ἐπιδεικτικοί.
- Miscel·lànies.[1]